# Julija Zdanowska
Julija Zdanowska, ukr. Юлія Здановська (ur. 4 maja 2000, zm. 8 marca 2022 w Charkowie) – ukraińska matematyczka, reprezentantka Ukrainy na Europejskiej Olimpiadzie Matematycznej dla Dziewcząt (2017). Pracowała jako nauczycielka. Zginęła podczas ataku na Charków w czasie inwazji Rosji na Ukrainę.

## Życiorys
Była córką matematyka i działaczki społeczno-charytatywnej. Jako sześciolatka ujawniła talent matematyczny. W szkole podstawowej zaczęła brać udział w olimpiadach i konkursach. W wieku 14 lat przeprowadziła się do Kijowa, by uczyć się w Ukraińskim Liceum Fizyczno-Matematycznym Kijowskiego Uniwersytetu Narodowego im. Tarasa Szewczenki.
Trzykrotnie z sukcesami brała udział w Ukraińskiej Olimpiadzie Matematycznej i Ukraińskiej Olimpiadzie Informatycznej. Uczestniczyła w selekcjach do Międzynarodowej Olimpiady Informatycznej. W 2017 reprezentowała Ukrainę na Europejskiej Olimpiadzie Matematycznej Dziewcząt. Indywidualnie zdobyła srebrny medal, a grupowo złoty medal.
W 2021 ukończyła matematykę komputerową na Kijowskim Uniwersytecie Narodowym im. Tarasa Szewczenki. Była nauczycielką informatyki i matematyki w ramach inicjatywy „Teach For Ukraine”, części międzynarodowej sieci „Teach For All”. Prowadziła koła zainteresowań i projekty.
Po ataku Rosji na Ukrainę została z rodziną w Charkowie. Zginęła podczas pracy jako wolontariuszka.

## Upamiętnienie
W 2022 na Uniwersytecie Jagiellońskim powstał Fundusz Stypendialny im. Julii Zdanowskiej – wyraz upamiętnienia młodych ukraińskich matematyków i matematyczek, którzy zostali ofiarami rosyjskiej agresji na Ukrainę. Stypendium umożliwia podjęcie studiów na Wydziale Matematyki i Informatyki UJ.
Powstał też projekt Yulia's Dream – bezpłatny program matematyczny dla wyróżniających się uczennic i uczniów szkół średnich (klasy 9–11) z Ukrainy. To inicjatywa w ramach PRIMES (programu badań w dziedzinie matematyki, inżynierii i nauk ścisłych dla osób ze szkół średnich) prowadzona przez Massachusetts Institute of Technology.